# Jerantut
Jerantut is een stad en gemeente (majlis daerah; district council) in de Maleisische deelstaat Pahang.
De gemeente telt 88.000 inwoners en is de hoofdplaats van het gelijknamige district.